# João Matias
João Carlos Araújo Matias (Barcelos, 26 mei 1991) is een Portugees wielrenner die actief is op de baan en weg.

## Carrière
Op de weg begon Matias in 2013 bij de nieuw opgerichte wielerploeg OFM-Quinta da Lixa, waar hij drie seizoenen voor zou rijden. In de jaren daarna wisselde hij enkele keren van ploeg, maar hij reed altijd in Portugese dienst. Hij nam vooral deel aan wedstrijden in de UCI Europe Tour op Portugese en Spaanse bodem. Zijn eerste profoverwinning behaalde Matias in 2018 toen hij de vijfde etappe won in de eerste, en enige, editie van de Grande Prémio de Portugal N2. Hij versloeg onder meer landgenoot Rafael Silva in de massasprint. Later boekte Matias nog etappezeges in de Ronde van Portugal in 2022 en 2023. Matias reed zijn eerste internationale wedstrijden op de baan in 2012. Tussen 2017 en 2022 nam hij deel aan verschillende onderdelen op de Wereldkampioenschappen baanwielrennen, waar hij geen medailles won. In 2021 won hij een zilveren medaille bij de afvalkoers op de EK; hij moest enkel Sergej Rostovtsev voor zich laten. In diezelfde periode begon Matias zijn palmares aan medailles op de nationale kampioenschappen baanwielrennen uit te breiden.

## Palmares

### Baanwielrennen
| Jaar        | PK                                                              | EK                                          | WK                                           | Overige                                          |
| Als belofte | Als belofte                                                     | Als belofte                                 | Als belofte                                  | Als belofte                                      |
| ----------- | --------------------------------------------------------------- | ------------------------------------------- | -------------------------------------------- | ------------------------------------------------ |
| 2012        |                                                                 | 9e scratch                                  |                                              |                                                  |
| Als elite   |                                                                 |                                             |                                              |                                                  |
| 2016        |                                                                 | 5e afvalkoers                               |                                              |                                                  |
| 2017        |                                                                 |                                             | 19e puntenkoers 20e scratch                  |                                                  |
| 2018        |                                                                 |                                             | 14e puntenkoers                              | Aigle: · scratch                                 |
| 2019        |                                                                 |                                             | 17e omnium                                   | Europese Spelen: 5e koppelkoers 7e achtervolging |
| 2020        |                                                                 |                                             | 17e omnium                                   |                                                  |
| 2021        | koppelkoers · omnium                                            | afvalkoers · 10e omnium · 19e achtervolging | 6e koppelkoers 15e achtervolging             | NC Sint-Petersburg: · koppelkoers                |
| 2022        | koppelkoers · omnium · 4e scratch                               |                                             | 6e afvalkoers 15e puntenkoers 16e afvalkoers |                                                  |
| 2023        | koppelkoers · omnium · scratch · 4e afvalkoers                  | 9e omnium                                   |                                              |                                                  |
| 2024        | koppelkoers · omnium · scratch · 5e afvalkoers · 5e puntenkoers |                                             |                                              |                                                  |
| 2025        | koppelkoers · omnium · afvalkoers · puntenkoers · 5e scratch    |                                             |                                              |                                                  |

### Wegwielrennen
2018
5e etappe Grande Prémio de Portugal N2
Puntenklassement Grande Prémio de Portugal N2
2022
Bergklassement Ronde van de Algarve
2e en 4e etappe Ronde van Portugal
2023
5e etappe Grande Prémio O Jogo
3e etappe Ronde van Portugal

## Ploegen
- 2013 –  OFM-Quinta da Lixa
- 2014 –  OFM-Quinta da Lixa
- 2015 –  W52-Quinta da Lixa
- 2017 –  LA Aluminios-Metalusa
- 2018 –  Vito-Feirense-BlackJack
- 2019 –  Vito-Feirense-Pnb
- 2020 –  Aviludo-Louletano
- 2021 –  Louletano-Loulé Concelho
- 2022 –  Tavfer-Mortágua-Ovos Matinados
- 2023 –  Tavfer-Mortágua-Ovos Matinados
- 2024 –  Tavfer-Mortágua-Ovos Matinados
- 2025 –  Tavfer-Mortágua-Ovos Matinados

Barros · Caldeira · Carvalho · Costa · Fernandes · Fernández · Marque · Matias · Oliveira · Prades · Rosendo · Veloso
Barros · Bras · Caldeira · Carvalho · Cipriano · Costa · Durán · Fernandes · Fernández · Matias · Oliveira · Prades · Ribeiro · Sousa · Veloso · Vilela
Alarcón · Caldeira · A. Carvalho · G. Carvalho · Fernandes · Fernández · Matias · Oliveira · Perez · Ribeiro · Sánchez · Silva · G. Veloso · R. Veloso · Vinhas